# Victor Remizov
Pour les articles homonymes, voir Remizov.
Victor Remizov ou Viktor Vladimirovič Remizov (en russe : Виктор Владимирович Ремизов), né le 17 octobre 1958 à Saratov, est un écrivain et journaliste russe.

## Biographie
Victor Remizov est d'abord diplômé du Collège de Géologie de Saratov en 1976, avant un diplôme de langue russe de la faculté de philologie de l'université d'État de Moscou en 1985. Après avoir enseigné, il devient journaliste en 1987.

## Œuvres
- Кетанда, 2008, nouvelles
- Volia Volnaïa [« Воля вольная », 2014], trad. de Luba Jurgenson, Paris, Éditions Belfond, coll. « Littérature étrangère », 2017, 387 p.  (ISBN 978-2-7144-6894-9)[1],[2],[3]
- Devouchki  [« Изкушение », 2016], trad. de Jean-Baptiste Godon, Paris, Éditions Belfond, coll. « Littérature étrangère », 2019, 398 p.  (ISBN 978-2-7144-7855-9)[4],[5]
- Вечная мерзлота, 2020